# If She Knew What She Wants
If She Knew What She Wants è il secondo singolo del gruppo statunitense The Bangles tratto dall'album Different Light, pubblicato nel 1986 dalla Columbia.

## Il brano
Il brano è in realtà una cover, infatti è stato scritto da Jules Shear e pubblicato nel suo album The Eternal Return del 1985. Originariamente scritto in prima persona, il testo è stato riscritto in terza persona dalle Bangles.
Il brano si è classificato al 29º posto nella classifica Billboard Hot 100 negli Stati Uniti e al 31º posto nella Official Singles Chart nel Regno Unito.

## Video
Nel video musicale si vede il gruppo che suona su una piattaforma girevole, alternato a primi piani di Susanna Hoffs che canta il brano.

## Tracce
Vinile 7" USA
1. If She Knew What She Wants – 3:47 (J. Shear)
2. Not Like You – 3:05 (D. Peterson, S. Hoffs, D. Kahne)

Vinile 7" UK
1. If She Knew What She Wants – 3:47 (J. Shear)
2. Angels Don't Fall in Love – 3:21 (S. Hoffs, V. Peterson)

## Formazione
- Susanna Hoffs – voce, chitarra, cori
- Vicki Peterson – voce, chitarra, cori
- Michael Steele – voce,  basso, cori
- Debbi Peterson – voce, batteria, cori

## Classifiche
| Classifica (1986)                | Posizione massima |
| -------------------------------- | ----------------- |
| Australia                        | 31                |
| Austria                          | 30                |
| Belgio (Fiandre)                 | 20                |
| Canada                           | 29                |
| Germania                         | 17                |
| Irlanda                          | 23                |
| Nuova Zelanda                    | 39                |
| Regno Unito                      | 31                |
| Stati Uniti                      | 29                |
| Stati Uniti (adult contemporary) | 24                |
| Svizzera                         | 20                |